# Rodica Buterez
Rodica Buterez, född 25 juli 1999, är en rumänsk volleybollspelare (vänsterspiker).
Hon spelade med Rumänien vid EM 2019, 2021 och 2023. På klubbnivå har hon spelat för CSM Târgoviște (2018-) och CSU Medicina Târgu Mureș (2015-2018).